# Ахметзянов, Роберт Валеевич
Ро́берт Вале́евич Ахметзя́нов (тат. Роберт Вәли улы Әхмәтҗанов; 1 апреля 1935, Рыбная Слобода, Рыбно-Слободский район, Татарская АССР, РСФСР, СССР — 13 мая 2008, Казань, Республика Татарстан, Российская Федерация) — советский и российский татарский поэт. Заслуженный деятель искусств Республики Татарстан (1995). Лауреат Государственной премии Республики Татарстан имени Габдуллы Тукая (2001).
Из татарской семьи, отец погиб на фронте. Писать стихи начал ещё в школе. В 1954 году поступил в Казанский педагогический институт. В студенческие годы продолжил заниматься литературным творчеством, выпустив в 1958 году свой первый сборник стихов. К концу учёбы уехал в Астрахань, где учительствовал, а также занимался изучением фольклора местных татар. Окончив институт в 1959 году, вернулся в Казань, где в дальнейшем работал заведующим литературной частью Татарского государственного театра оперы и балета имени М. Джалиля (1961—1963), литературным работником газет «Татарстан яшьләре» и «Социалистик Татарстан» (1964—1968).
В 1965 году вступил Союз писателей СССР, с 1968 года был профессиональным литератором. Став в 1960-х годах одним из провозвестников авангардизма, символизма и модернизма в национальной литературе, с 1970-х годов прекратил такие поиски, сосредоточившись на создании романтических произведений. Стал автором двадцати сборников стихов, а также поэм и баллад, внеся большой вклад и в развитие жанра элегии в татарской поэзии. Скончался в 2008 году в возрасте 73 лет. Его творчество, как отмечается в критике, не получило должной оценки.

## Биография
Роберт Валеевич Ахметзянов родился 1 апреля 1935 года в селе Рыбная Слобода Рыбно-Слободского района Татарской АССР. Отец — Габдельвали Ахметвалиевич, работник партийной организации, в 1942 году ушёл на фронт Великой Отечественной войны, а в 1943 году погиб в бою. Мать — Майсуфа Мифтахетдиновна, с несколькими детьми, в том числе и с семилетним Робертом, после ухода мужа на войну вернулась в своё родное село Старый Арыш.
Детство и юность провёл в Старом Арыше, где в 1943 году пошёл в начальную школу. В 1946 году поступил в семилетнюю школу в соседнем селе Балыклы-Чукаево, а затем продолжил учёбу в десятилетней в Большом Салтане. К школьным годам относятся первые литературные опыты Ахметзянова — его стихи часто появлялись в стенной газете, а начиная с 1952 года публиковались в коллективных сборниках начинающих поэтов.
После окончания десятилетней школы, в 1954 году уехал в Казань и поступил в Казанский государственный педагогический институт. В этот период стал серьёзно заниматься творчеством, был одним из активных членов литературного кружка, начал публиковаться со своими стихами в газетах и журналах. В 1958 году, в студенческие годы, выпустил свой первый сборник стихов «Егерменче яз» («Двадцатая весна»). На пятом курсе учёбы перевёлся на заочное отделение и уехал в Астрахань, окончил институт в 1959 году. В 1959—1961 годах работал учителем татарского языка и литературы в восьмилетней школе села Три Протока Наримановского района Астраханской области. В этот период заинтересовался местным фольклором, изучал народное творчество астраханских и ногайских татар. 
В 1960 году выпустил второй сборник стихов «Гасырлар юлы» («Вечные пути»). Вернувшись в Казань, был заведующим литературной частью Татарского государственного театра оперы и балета имени М. Джалиля (1961—1963), а затем трудился литературным работником в газетах «Татарстан яшьләре» и «Социалистик Татарстан» (1964—1968). В этот период стал автором ряда очерков об деятелях театрального искусства, активно публиковался в ежедневной татарстанской печати. С 1968 года профессионально занимался литературным творчеством.
Член Союза писателей СССР (Татарстана) с 1965 года. Является автором двадцати сборников стихов, поэм и баллад, в числе которых — «Егерменче яз» («Двадцатая весна», 1958), «Гасырлар юлы» («Вечные пути», 1960), «Синең кояшың» («Твоё солнце», 1962), «Йолдызстан» («Страна звёзд», 1964), «Кызыл усаклар» («Красные осины», 1966), «Еллар яна» («Годы горят», 1968), «Сәгать суга» («Бьют часы», 1970), «Идел-йорт» («Волга — отчий дом», 1972), «Таң шәһәре» («Город зари», 1974), «Олы юлның җилләре» («Ветер просторных дорог», 1976), «Страна Июнь» (1976), «Сабыйлар хоры» («Хор малышей», 1978), «Хәтер елгасы» («Река памяти», 1980), «Гомер тирәге» («Древо жизни», 1985), «Орчык җыры» («Песня веретен», 1988), «Җәяүле күбәләк» («Пешая бабочка», 1990), «Тургай тәрәзәсе» («Окошко жаворонка», 1995), «Кичке кошлар» («Птицы в сумерках», 1999), «Татар иртәсе» («Татарское утро», 2004), «Таш аргамак» («Каменный конь», 2005).
Ряд стихотворений Ахметзянова положены на музыку, став основой для ряда песен и романсов, например, «Саумы, кояш!» («Здравствуй, солнце!») М. Музафарова, «Солдатлар» («Солдаты»), «Ак болытлар» («Белые облака») Ф. Ахмадиева, «Тәңкә карлар» («Серебро снежинок»), «Кояшларың белән кил син миңа» («Явись мне солнцем лучезарным») А. Монасыпова, «Синең эзләр» («Твои следы») Р. Еникеева, «Өмет җыры» («Песня надежды») Р. Яхина, «Якты елга» («Светлая река») 3. Гибадуллина, и многих других. В дальнейшем также вышла песня «Qabatlanu» (2022) на стихотворение «Кабатлануларга мәдхия» в исполнении казанской инди-группы «Juna».
Уже с первого сборника Ахметзянов показал себя, как отметил Р. Рахмани, «смелым поэтом», каждое слово которого превращается в образную поэтическую мысль. Его талант был отмечен С. Хакимом, а М. Галиев называл Ахметзянова продолжателем дела Х. Такташа. Р. Миннуллин характеризовал Ахметзянова как «очень талантливого поэта», однако, по словам Р. Валеева, он «пока не получил достойной оценки». 

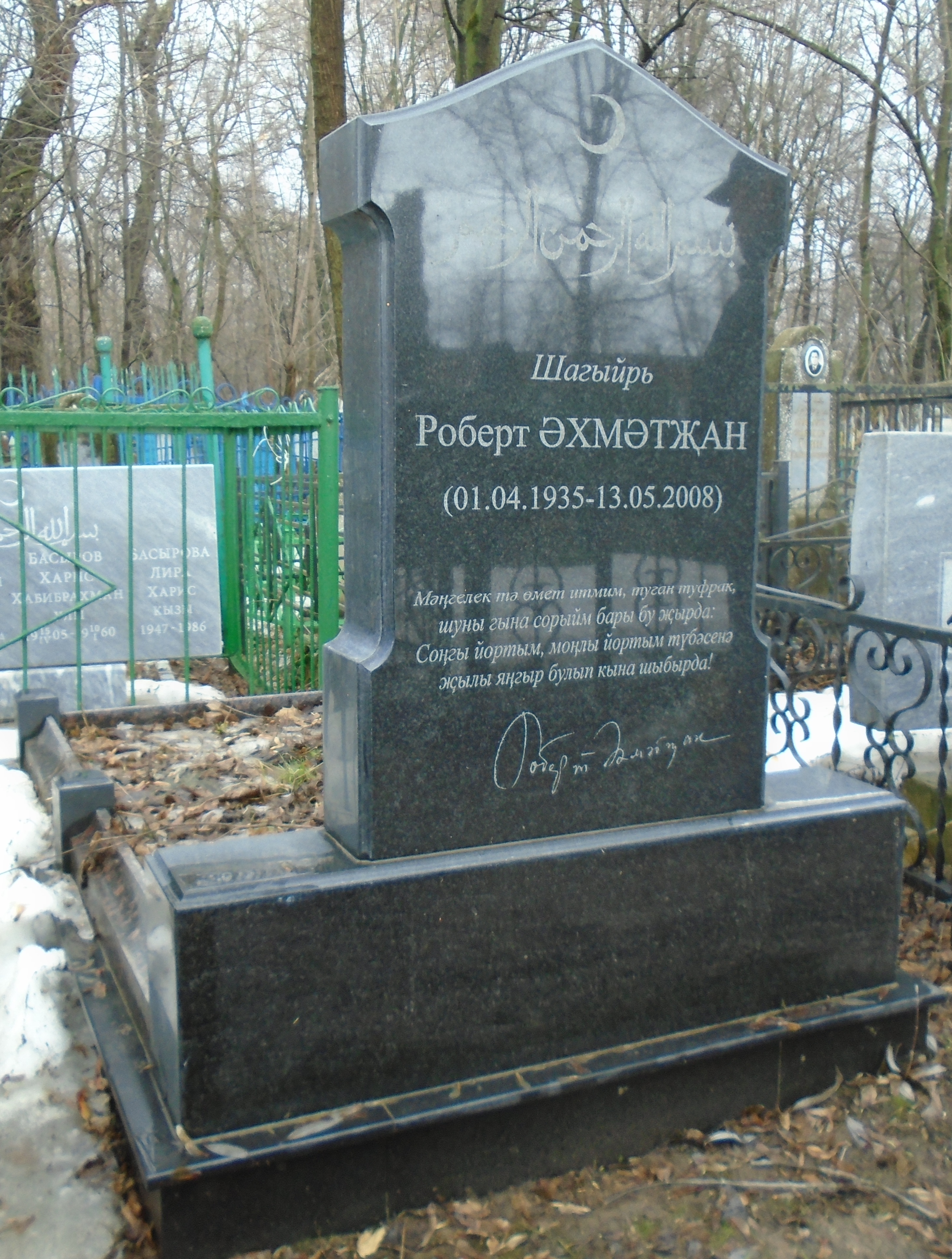
Могила Ахметзянова

Отличаясь неуживчивостью, несистемностью, неумением приспособиться, Ахметзянов стал называться «татарским альбатросом» с подачи М. Юнуса, перефразировавшего известное стихотворение Ш. Бодлера о поэте как альбатросе, парящем в вышине, которому «мешают крылья внизу ходить, в толпе, средь шиканья глупцов». По оценкам критиков, творчество Ахметзянова отличается неповторимой поэтикой и манерой письма, разнообразием литературных форм и размеров. Его своеобразие как поэта проявляется в идейно-нравственной позиции, гражданско-публицистическом пафосе произведений, особенностях философского осмысления мира, напряжении всех мыслей и чувств, богатстве художественных средств. 
Я был немного нелюдим, был не от мира сего, видимо, поэтому и провёл большую часть своей жизни затворником, зарывшимся в бумаги, я был создан не совсем для того, чтобы жить, а, скорее, фиксировать жизнь. Это вообще свойство пишущих людей.Роберт Ахметзянов, из интервью.
Роберт Валеевич Ахметзянов скончался 13 мая 2008 года в Казани в возрасте 73 лет. Прощание прошло 15 мая в Татарском государственном академическом театре имени Г. Камала. Похоронен был Ахметзянов на Ново-татарском кладбище (5 аллея, на пересечении с 31 аллеей, 5 участок).

## Очерк творчества
Придя в поэзию на волне обновления 1960-х годов, стал одним из татарских поэтов-новаторов того времени, виртуозов стиха. Как молодой поэт, он обращался к современнику, своему лирическому герою, пытливому, страстному, вдумчивому, пытающемуся выразить свое отношение к новым явлениям XX века, размышляющему о месте и ответственности человека в мире, в котором он занят строительством новой, красивой жизни, не забывая и о духовной её стороне. Будучи тонким лириком, Ахметзянов глубоко проникал во внутренний мир своего героя, показывая благодаря оригинальности формы и интонации всю обостренность его мироощущения, обнаженность чувств, богатство оттенков настроения. Герой кажется органичным природе, понимающим её живую духовную жизнь. Природа выступает одновременно как внешнее, как внутреннее, и как имманентное и трансцендентное начало по отношению к герою. Её состояние часто намекает на переживания героя, будто природа говорит от его имени, вкупе с проводящимися параллелями между жизнью человека и временами года.
Снова осень. Огненные листья

опадают в синие пруды.

Летнею мечтою лист ложится

слушать всплески стынущей воды.
Осень на полянах разгулялась,

снова разговоры завела,

чтобы ветры приутихли малость

и последней молния была.
А когда раздался в поднебесье

отзвук летней песни заревой —

вышел дуб навстречу этой

песне, жёлтою мотая головой.
Изумился дуб родным просторам,

и опять припомнилось ему

лето отшумевшее, в котором

эта песня снилась самому.
Лирическим героем Ахметзянова предстаёт человек, который «с глазу на глаз» разговаривает с природой и жизнью, но в итоге всё равно остаётся наедине с собой. Так, описание осени у Ахметзянова характеризуется тоской и одиночеством, сожалением об увядающей природе и печалью об ушедшем времени, тогда как герой переживает смешанные чувства, он расценивает осень одновременно как и время воспоминаний, так и вдохновения, творчества и торжества прекрасного. Если же осень характеризуется грустью по ушедшей цветущей поре жизни, то лето представляется как дорефлексивное, райское состояние мира. Так, центром стихотворения «Июнь иле» («Страна Июнь», 1971) является, собственно, июнь — идеально прекрасный мир лирического героя, в котором осталось «влюбленное детство», и в который он «убегает» от действительности. Лето и летний пейзаж в этом случае представляют собой высшее выражение красоты и упорядоченности, само гармоническое соединение всего сущего, от неба и земли до солнца и реки, ветра и листьев.
Критики относят модернистские произведения Ахметзянова к течению психологического абстракционизма, а сам он воспринимается как представитель авангарда. Авангардными поисками объясняются особенности архитектоники произведений поэта, в которых он ставил целью описать цвета, звуки, широту внешнего и внутренних переживаний человека. Композиционной основой ряда стихотворений Ахметзянова выступает параллелизм, наполненный метафорической образностью и наделяющий творчество поэта признаками, присущими течению психологического абстракционизма. Поэтический язык Ахметзянова отличается богатством сравнений, интересными и точными метафорами. Параллелями и повторами он увязывал картину внешнего мира с психологическим состоянием героя, показывая отношение человека к окружающим его явлениям, которые часто сами очеловечиваются, приобретают абстрактность. Так, словосочетание «пара яблок» для Ахметзянова это образ, символизирующий любовь и единство чувств, параллелью «человек — родная земля» он указывает на ценность человеческой жизни, а закат солнца для поэта — это старение матери.
Параллелогические стихи Ахметзянова напоминают произведения французских модернистов, сам он признавал наибольшее влияние на своё творчество таких поэтов, как П. Верлен, А. Рембо, Ф. Гарсиа Лорка, У. Уитмен, Ю. Тувим, П. Неруда, отмечая у них «прекрасную гармонию чувств, формы и мысли». Прибегая к эзопову языку, в числе своих поэтов-современников поспособствовал возрождению символизма в татарской поэзии, высказывая довольно смелые суждения при отображении проблем советской действительности. Одновременно, абстрактные образы в творчестве Ахметзянова увязываются критиками со стремлением уйти от реальности, погрузить своего героя во внутренний мир. Модернистские произведения того времени, даже посвящённые В. Ленину, подвергались критике, самого Ахметзянова называли «поэтом-стилягой», однако его творчеству не давалось негативной оценки, а лишь фиксировалась его непохожесть. Критикой отмечалось, что, несмотря на некоторые стилистические недостатки, стихотворения Ахметзянова сподвигают читателя к размышлению, не оставляя никого равнодушным.
Ахметзянова волновали темы войны и мира, которым он находил своеобразное воплощение в своих произведениях, будучи «сыном 41-го года». В поэме «Уйна, улым!» («Играй, сынок!», 1964) поэт одним из первых с авангардных позиций по-новому подошёл к теме войны. Описывая хаотичную модель мира, а заодно и судьбу трёх поколений, Ахметзянов прибегнул к образу игры, символизирующей жизнь человека. По мере развития сюжета игра в войну сменяется «игрой с Отчизной», а война идёт уже не только между странами, эпохами, но и между природой и земным шаром, становясь законом жизни. Проводя мысль о том, что этот хаос невозможно победить и он является началом всех начал, Ахметзянов показывает, что в жизни всё является игрой и чтобы достичь гармонии нужно любую игру обратить в свою пользу, сделать способной приносить человечеству тепло. Военной тематике посвящено и стихотворение «Солдатлар» («Солдаты», 1965), ставшее популярной песней, в связи с чем критик И. Нуруллин отмечал следующее:
Допустим, что после текста песни «Солдаты» он бы ничего не написал. Даже в этом случае Роберт Ахметзянов остался бы поэтом с большой буквы. Как нельзя объяснить феномен песен «Тафтиляу», «Ашкадар», так и силу песни «Солдаты» нельзя объяснить. Но я уловил, чем так метко бьёт поэт — он называет молодых солдат, уснувших, укрывшихся своими шинелями на полях боёв, не парнями, не ребятами даже, а «детьми», и текст мгновенно преображается. Убитый ребёнок — нормальному человеку сложно свыкнуться с этим понятием.
В творчестве Ахметзянова особенно выделяется жанр элегии — стихотворения такого плана, объединённые тонкими и глубокими переживаниями поэта, встречаются во многих его сборниках разных лет. Будучи направленным на формализацию поэзии и углубление в «структуру мысли», творчество Ахметзянова расценивается вообще как «катализатор» элегии в национальной поэзии XX века, поспособствовавшее распространению этого жанра вообще и в частности репрезентации собственного мироощущения поэта, умевшего соотносить с формой и жанром стиха свои собственные переживания и чувства. Стремясь к звуковой гармонии, красоте и совершенству произведения, тонко чувствуя ритмичность стиха и уделяя большое внимание музыкальному звучанию произведения, применительно к татарской поэзии Ахметзянов внёс весомый вклад и в развитие жанра баллады.
Надеждами полон проснёшься с зарёю,

Мечты на простор вырываются будто.

Идёт, приближается… Там, за горою

Далёкое счастье увидишь, как будто.

И снова… Ты молод… Полюбишь, как будто.
Набухшие, словно кормилицы груди,

Несут облака нам надежду, как будто.

Так призрачно-зыбки надежды, так чудны,

На губках младенца пузырик, как будто,

Кружение первого снега, как будто!..
Ахметзянов мастерски владел рядом литературных приёмов, особенно поэтической иносказательностью, с которой художественное мышление поэта раскрывается во всей полноте. В своей философской лирике он поднимал вопросы законов и ценностей бытия, проводя мысль об ответственности человека за жизнь и бытие в целом. Наиболее используемым образом в творчестве Ахметзянова является день, с помощью которого он призывал ценить жизнь, каждое её мгновение, всё прекрасное в действительности. Так, прибегая к конкретизации отвлечённого в олицетворении, он выражал кризисное состояние жизни посредством образа дня, «раздавившего человека», дня потерянного. По мнению Ахметзянова, «зря прожитый день» фактически растаптывает человека, становясь главным элементом хаотичного мира; поэт проводил мысль о том, что каждый день ценен не только для отдельного человека, но и имеет вселенское значение. Например, в стихотворении «Көндәлектән (Өзелеп калган көн)» («Из дневника (Вырванный день)», 1963) описывается разлука героя с любимой, причём этот прерванный день символизирует утрату любви. Такая же параллель достигается абстрактной картиной того, как дворник подметает улицы, засыпая землёй горящие листья, которые превращаются в красных птиц, уносящих с собой как «наше» лето, так и любовь вообще.
В «Белой поэме» («Ак поэма», 1971) параллель решена в образе сидящей у окна матери, которая вяжет, распуская клубок. Процесс вязания сопровождается сменой времён года, в связи с чем проводится мысль о том, что мать прядет «месяцы, годы, разматывая жизни клубок», в котором сокрыты её терпение и надежды. Образ старушки-татарки, вяжущей шаль и согревающей своё окружение, ассоциируется с образами древнегреческой мифологии, как то мойрами или Ариадной, и неоднократно повторяется в стихотворениях Ахметзянова. Образ родины описывается у Ахметзянова через такие ценности, как красота природы, урожайные поля, любовь и святость матери, которые, в частности, являются идейной основой поэмы «Болгар фрагментлары» (Археологик эскизлар)» («Булгарские фрагменты» (Археологические эскизы)», 1969). Схожим по настроению является стихотворение «Җавап» («Ответ», 1971), в котором образ родины возводится в состояние идеи, показывается идеализированная страна-Итиль на белом облаке между небом и землей, где живёт герой Ахметзянова.
Как-то раз мне пришлось наблюдать из иллюминатора самолёта полёт стаи бабочек, летали они над зелёными лугами и Волгой, долго, упорно куда‑то пробирались. Куда путь держали? Зачем летали? До сих пор ищу ответа на этот вопрос… Таким образом родился у меня чуть ли не мистический образ Пешей Бабочки, что сопровождает нас, земных, сухопутных пилигримов, во Времени и Пространстве.Роберт Ахметзянов, из дневника.
Настоящей основой творчества Ахметзянова выступают природа, родной край, родная земля, мотивы настоящего и вечного. Природа и мир в целом у него подвергаются очеловечиванию, меняясь в зависимости от настроения как самого поэта, так и его героя. Состояниями природы он живописует богатство и красоту человеческой души, сравнивая человека с самыми прекрасными природными мгновениями, «шумом листвы» или «трепыханием мотыльков», в чём критики усматривают мотивы японской философской поэзии. С помощью образов вековых тополей, печальных домов, заснеженных окон, весенней капели, ветров и родников Ахметзянов передаёт читателю чувство ритмического разнообразия природы, выражает глубокую благодарность своему родному краю, родимой земле.
Во многих произведениях Ахметзянова природа или параллельно существующий с ней абстрактный образ переносится на человеческую жизнь, в которой за прекрасным «сегодня» кроется неизбежная трагедия жизни. В его начальном творчестве нередко нередко встречается поэтический образ «пешей бабочки», отличающийся таинственностью, мистико-философской направленностью; в связи с этим поэт сам также сравнивался с бабочкой. Так, в стихотворении «Җәяүле күбәләк» («Пешая бабочка», 1974) образ жёлтого мотылька, который не может взлететь, считывается критиками как постаревший и утративший надежду человек. С детства стремясь к красоте, он создаёт свой идеал, воспаряет в его поисках, но состарившись, понимает, что эта самая красота у него под ногами, и сам становится хранителем вечных ценностей. Бабочка у Ахметзянова это не обыкновенный мотылёк, перелетающий с цветка на цветок в поисках нектара, а самый настоящий богатырь, могущий горы свернуть для того, чтобы достичь своей родины.
Цветом у Ахметзянова вообще преимущественно наделяются абстрактные образы, причём параллели поэт проводит самостоятельно, не подчиняясь внешним законам. Так, в стихотворении «Син – тик рәсем…» («Ты — всего лишь рисунок…») синие следы на белом снегу для него представляются уходящей юностью, в стихотворении «Кичке кошлар» («Вечерние птицы») — нечёткие силуэты птиц на вечернем темнеющем небе, летящих в поисках места для остановки, напоминают о вечном возвращении и о вопросах бытия, на которые нет ответа. Такое цвето-световое восприятие Ахметзянова, по оценкам критиков, походит на импрессионизм, а также берёт истоки в суфизме, теоретики которого поднимали свет до эстетической (красота мироздания), космологической (основа мира) и гносеологической (познание его) категорий. 
Как шаровые молнии, по нивам

катились прокалённые слова,

и солнце все текло по конским гривам,

и все текло зерно из рукава.
И в тех полях, далёких и туманных

(там тоже птица вьется в вышине),

Стоите вы в рубахах домотканых;

«На Са-бан-туй» – доносится ко мне.
И дальний тот

И этот жаворонок,

и голос мой,

и ваши голоса

сливаются в полях, где ветер звонок

и где одни над ними небеса.
Гудит майдан.

И солнечным зарядом

Высь тяжела.

Но гром гремит вдали,

и в жарком небе

с жаворонками рядом

мой стих летит –

о пахарях Земли…
Несмотря на достигнутые поэтические высоты, в 1970-х годах Ахметзянов стал прекращать авангардные поиски, в дальнейшем сосредоточившись на романтической поэзии. Так, в тех же 1970-х годах отмечалось, что путь Ахметзянова был «тернистым», и со временем «героика и романтика современности в его стихах» стала находить «всё более органическое единство». Партийные критики констатировали, что «от частного, интимного характера поэт все смелее переходит к широким обобщениям», однако Ахметзянову «ещё много надо поработать над совершенствованием поэтического мастерства, глубже и шире изучить и познать жизнь, расширить свой социально-политический кругозор как необходимую основу для нового творческого взлёта». В 1980—1990-х годах в творчестве Ахметзянова усилилось историческое наполнение, что совпало с периодом национального подъёма. В своей общественно-политической лирике он живописал тысячелетнюю историю татарского народа, обличал «исчезновение самобытности различных наций, немоту, беспамятство, бездорожье» в современном, так называемом благополучном, государстве. Поначалу он продвигал мысль о том, что жизнь не изменилась в лучшую сторону, а лучшие её моменты остались в прошлом, однако со временем у Ахметзянова стало появляться всё больше стихотворений, проникнутых верой в вечное процветание татарской нации.
Особое внимание уделял татарскому языку, его репрезентации как родного языка, языка матери. Так, в стихотворениях о родной земле, по оценкам критиков, Ахметзянов представляется продолжателем традиций татарской поэзии начала XX века, прежде всего Г. Тукая, проводящим мысль о неразрывности своего «я» и коллективного «мы», самого народа. Следуя целостному изображению субъекта, в своих стихотворениях он выражал самого себя через «другого» — как на «ты», воспринимая и «другого» как себя, как «я». Сочетая одновременно нераздельность «я» и «другого» с пространственной и временной дистанцированностью «я» от «ты», «я» нынешнего от «я» прежнего, лирический герой Ахметзянова совмещал в себе также и два вида сознания — народно-мифологическое и индивидуально-творческое. Глубокая содержательность произведений достигалась при этом посредством призыва читателей брать пример со своих великих предшественников, посвятивших себя служению культуре и искусству. Поэтика ряда стихотворений Ахметзянова оценивается как близкая к традициям русской поэзии XIX века, например, А. Пушкина, но и тут он транслировал своё внутреннее «я» посредством отражения такого восприятия мира, в котором видится выход к рождающим вдохновение возвышенным чувствам. Тем не менее, творчество Ахметзянова не подчинено русской классике, а находится с ней в диалоге, сохранив ряд черт национальной идентичности, в частности, поэтику и образную систему народной песни, при том, что именно с такой стилизации начались авангардные поиски в татарской литературе. Критики особо отмечали в этом плане, что и стихотворения Ахметзянова сами превращались в песни, наполненные приподнятым настроем и высоким пафосом.
Жанровое мышление поэта обусловлено следованию традициям национальной литературы прошлых эпох, таких жанров, как газель, рубаи, касыда, кыйтга, поэтику которых он вплетал в ряд таких своих стихотворений, отличающихся канонической формой. В частности, философско-символический образ птицы, занимающий особое место в творчестве Ахметзянова, берёт исток в татарском баите «Сак-Сок». Отмечая, что татары веками искали счастья и боролись за свою независимость, М. Юнус указывал, что единственным существом, способным вырваться из безжалостного мира и достичь свободы, является как раз таки птица, что говорит о наблюдательности поэта. Опираясь на богатые традиции татарской поэзии, уходящей корнями в далёкие века, Ахметзянов обогатил её в своих произведениях новыми поэтическами формами и изобразительными средствами.

## Награды
- Государственная премия Республики Татарстан имени Габдуллы Тукая (2001 год) — за книги «Тургай тәрәзәсе» («Окошко жаворонка»), Татарское книжное издательство, 1995 год, и «Кичке кошлар» («Птицы в сумерках»), издательство «Мәгариф», 1999 год[92]. Вручена президентом Республики Татарстан М. Ш. Шаймиевым на церемонии на площади перед Татарским государственным академическим театром имени Г. Камала[93].
- Почётное звание «Заслуженный деятель искусств Республики Татарстан» (1995 год)[12][5].

## Личная жизнь
Жена — Роза Гильфановна Ахметзянова-Ткачёва, урождённая Минхаерова (1925—2013), участник Великой Отечественной войны, военный переводчик, младший лейтенант, преподаватель английского языка в Казанском авиационном институте. Познакомились с подачи поэта М. Хусаина на вечере-встрече с Х. Туфаном, затем поженились. Развелись вскоре после того, как Роберт разорвал её записи с рассказами о военной молодости, обосновав это тем, что «двух писателей в семье быть не может». Дочь — Наргис (род. 1959), поэтесса, автор нескольких сборников стихов. После развода Роза вышла замуж за своего друга, сотрудника КАИ Г. В. Ткачёва, который удочерил ребёнка. Разорвав все связи с прежней семьёй, Ахметзянов затем был женат ещё два раза, имел нескольких детей. Со своей первой дочерью познакомился лишь в 2000 году, Наргис помогала своему отцу в быту, а также ходила по инстанциям и «выбивала» медицинскую помощь для своего отца перед его смертью. Первая жена Ахметзянова в своих мемуарах отмечала, что Роберт «потерял главный компонент счастья», «глубоко страдал, что в рождении и становлении дочери как поэтессы ему не посчастливилось принимать участие», и «никакие застолья с друзьями и преданными земляками не могли заполнить этот вакуум»; в большинстве статей о жизни и творчестве Ахметзянова подробности его личной жизни не упоминаются.

## Память
Личные вещи Ахметзянова, в том числе рукописи и книги, находятся в экспозиции Рыбно-Слободского краеведческого музея, куда были переданы родственниками.